# مقاطعة كرمونة
مقاطعة كَرِمُونة أو (نقحرة: كريمونا) (بالإيطالية: Provincia di Cremona)‏، مقاطعة شمال إيطاليا في إقليم لومبارديا عاصمتها مدينة كَرِمُونة، عدد سكانها 349.374 نسمة ومساحتها 1771 كيلومتر مربع وبها 115 مدينة وبلدة وقرية، يحدها شمالا مقاطعة برغامة ومقاطعة بريشا، وشرقا مقاطعة منتوة وإقليم إميليا رومانيا (عند مقاطعة بارما ومقاطعة بياتشنسا)، من الغرب مقاطعة لودي ومقاطعة ميلانو.
نهر بو وهو أطول نهر إيطاليا، يشكل الحدود الطبيعية مع مقاطعة بياشنسا المجاورة، بينما يفصلها نهر أوليو عن مقاطعة بريشا.
تحتل المقاطعة القسم الأوسط من وادي بو، فكامل أراضي المقاطعة سهلية بدون أي جبل أو تلة، وتخترقها أنهار عدة (مثل سيريو وأدا)، وقنوات اصطناعية معظمهم يستخدام في الري.
- أهم المدن بعد العاصمة كَرِمُونة هي مدينة كريما Crema ذات 33.393 ساكن.